# Cochlioda rosea
Cochlioda rosea là một loài thực vật có hoa trong họ Lan. Loài này được (Lindl.) Benth. mô tả khoa học đầu tiên năm 1883.